# Ситон, Фред
Фредерик Эндрю Ситон (англ. Frederick Andrew Seaton; 11 декабря 1909 — 16 января 1974) — американский политик, министр внутренних дел США (1956—1961).

## Биография
Ситон родился 11 декабря 1909 года в Вашингтоне. В 1931 году окончил Университет штата Канзас. После этого Фредерик начал работать в газете отца. В 1937 году Ситон переехал жить в Хейстингс. 10 декабря 1951 года губернатор Вэл Петерсон назначил Ситона сенатором США от Небраски. 8 июня 1956 года Ситон стал министром внутренних дел США, занимая эту должность до 20 января 1961 года.

## Личная жизнь
В 1931 году Ситон женился на Глэдис Хоуп Дауд. У пары родилось 3 детей: Маргарет, Джоанна и Дональд.